# Anastasios Bountouris
Anastasios Bountouris (n. 2 august 1955, Pireu, Grecia) este un iahtman ce a reprezentat Grecia, medaliat olimpic. A participat la 6 ediții ale Jocurilor Olimpice (1976, 1980, 1984, 1988, 1992, 1996) în care a câștigat o medalie de bronz.